# Trimulyo (Wadaslintang)
Trimulyo is een bestuurslaag in het regentschap Wonosobo van de provincie Midden-Java, Indonesië. Trimulyo telt 4509 inwoners (volkstelling 2010).